# كيس كيست
كيس كيست، من مواليد 7 أغسطس 1952 في ستينويك في أوفريسيل في هولندا، لاعب كرة قدم هولندي سابق.
و قد لعب مع منتخب هولندا لكرة القدم 21 مباراة دولية وسجل أربعة أهداف.
و قد لعب مع نادي إي زد الكمار منذ عام 1975 وحتى 1980، وفي عام 1981 انتقل إلى نادي باريس سان جيرمان، وقد فاز بجائزة الحذاء الذهبي في عام 1979 بعد أن سجل 34 هدف.

## وصلات خارجية
- كيس كيست على موقع الاتحاد الدولي (مؤرشف)  (الإنجليزية)
- كيس كيست على موقع الاتحاد الأوربي (الإنجليزية)
- كيس كيست على موقع قاعدة بيانات كرة القدم.إي يو (الإنجليزية)
- كيس كيست على موقع ليكيب (الفرنسية)
- كيس كيست على موقع ناشيونال فوتبول تيمز (الإنجليزية)
- كيس كيست على موقع عالم كرة القدم.نت (الإنجليزية)